# No Limit Top Dogg
No Limit Top Dogg je čtvrtá deska amerického rapera Snoop Dogga. Dostalo se na 2. místo v The Billboard 200 a získal Platinové ocenění RIAA za bezmála 2 miliony prodaných nosičů.

## Seznam skladeb
| #  | Název                      | Host(é)                                                         | Trvání |
| -- | -------------------------- | --------------------------------------------------------------- | ------ |
| 1  | „Dolomite Intro“           | -                                                               | 0:27   |
| 2  | „Buck 'Em“                 | Sticky Fingers                                                  | 2:44   |
| 3  | „Trust Me“                 | Sylk E. Fine, Suga Free                                         | 4:08   |
| 4  | „My Heat Goes Boom“        | -                                                               | 3:40   |
| 5  | „Dolomite“                 | -                                                               | 0:52   |
| 6  | „Snoopafella“              | -                                                               | 5:22   |
| 7  | „In Love With A Thug“      | -                                                               | 3:43   |
| 8  | „G Bedtime Stories“        | -                                                               | 2:14   |
| 9  | „Down 4 My N's“            | C Murder, Magic                                                 | 3:46   |
| 10 | „Betta Days“               | -                                                               | 3:55   |
| 11 | „Somethin Bout Yo Bidness“ | Raphael Saadiq                                                  | 4:11   |
| 12 | „Bitch Please“             | Xzibit                                                          | 3:54   |
| 13 | „Doin' Too Much“           | -                                                               | 4:06   |
| 14 | „Gangsta Ride“             | Silkk The Shocker                                               | 3:44   |
| 15 | „Ghetto Symphony“          | Mia X, Fiend, C Murder, Silkk The Shocker, Mystikal, Goldie Loc | 5:39   |
| 16 | „Party With A D.P.G.“      | -                                                               | 4:54   |
| 17 | „Buss'n Rocks“             | -                                                               | 4:23   |
| 18 | „Just Dippin'“             | Dr. Dre, Jewell                                                 | 4:02   |
| 19 | „Don't Tell“               | Warren G, Mauseburg, Nate Dogg                                  | 4:47   |
| 20 | „20 Minutes“               | Goldie Loc                                                      | 3:59   |
| 21 | „I Love My Momma“          | -                                                               | 3:06   |

## Singly
- Bitch Please
- Buck 'e
- Down 4 My N's
- G Bedtime Stories
- Just Dippin'